# ژن ابوترن
ژَن ابوترن (فرانسوی: Jeanne Hébuterne‎; ۶ آوریل ۱۸۹۸ – ۲۵ ژانویهٔ ۱۹۲۰) نقاش اهل فرانسه، همسر غیررسمی و مدل اصلی نقاشی‌های مودیلیانی بود. او دو روز پس از مرگ مودیلیانی، در حالی که باردار بود با پریدن از طبقهٔ پنجم آپارتمان خود را کشت.

## نگارخانه

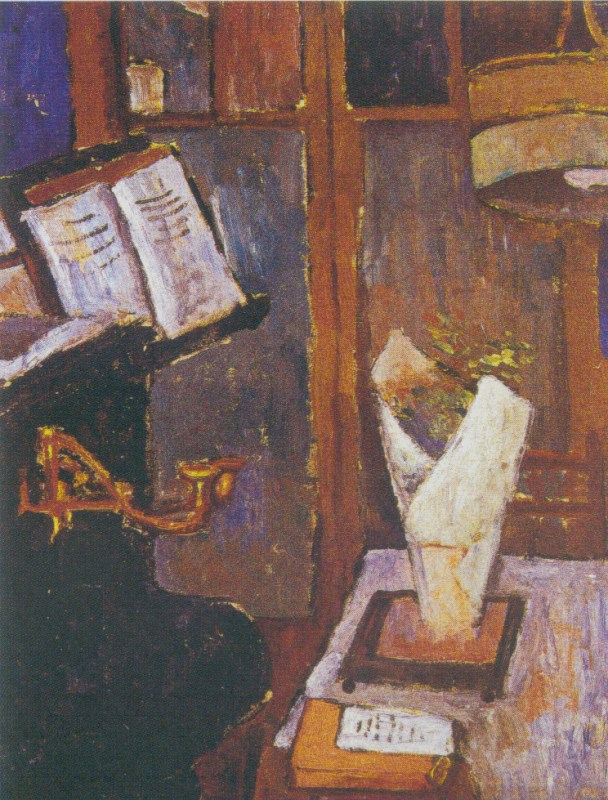
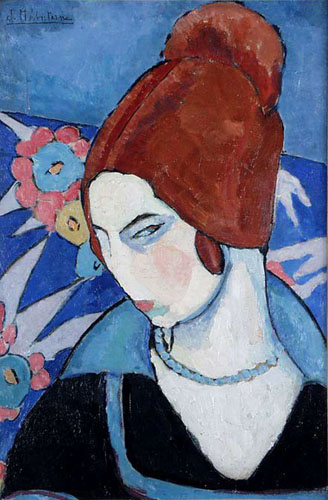
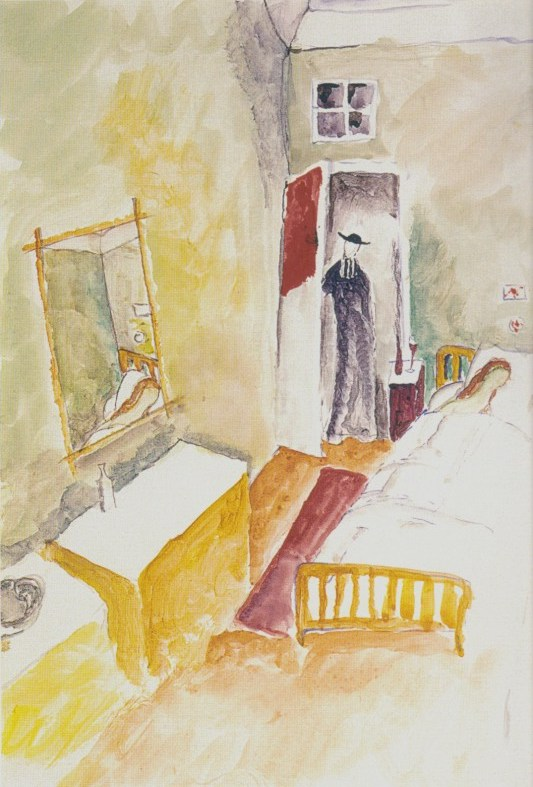
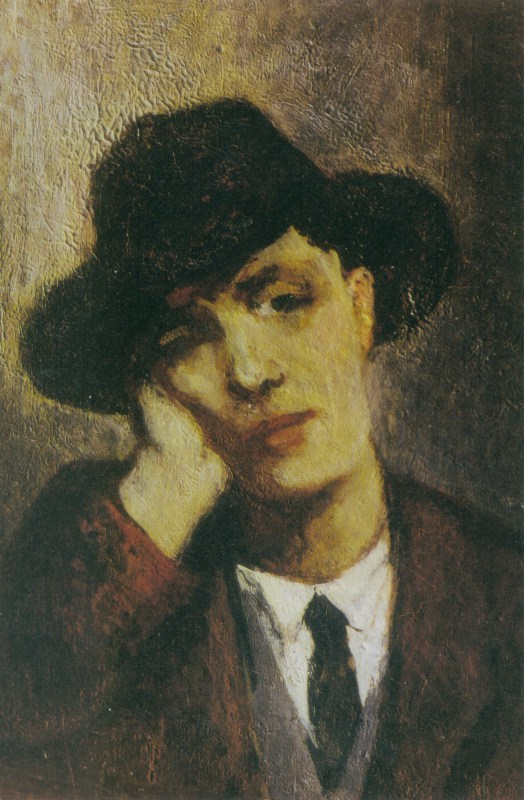
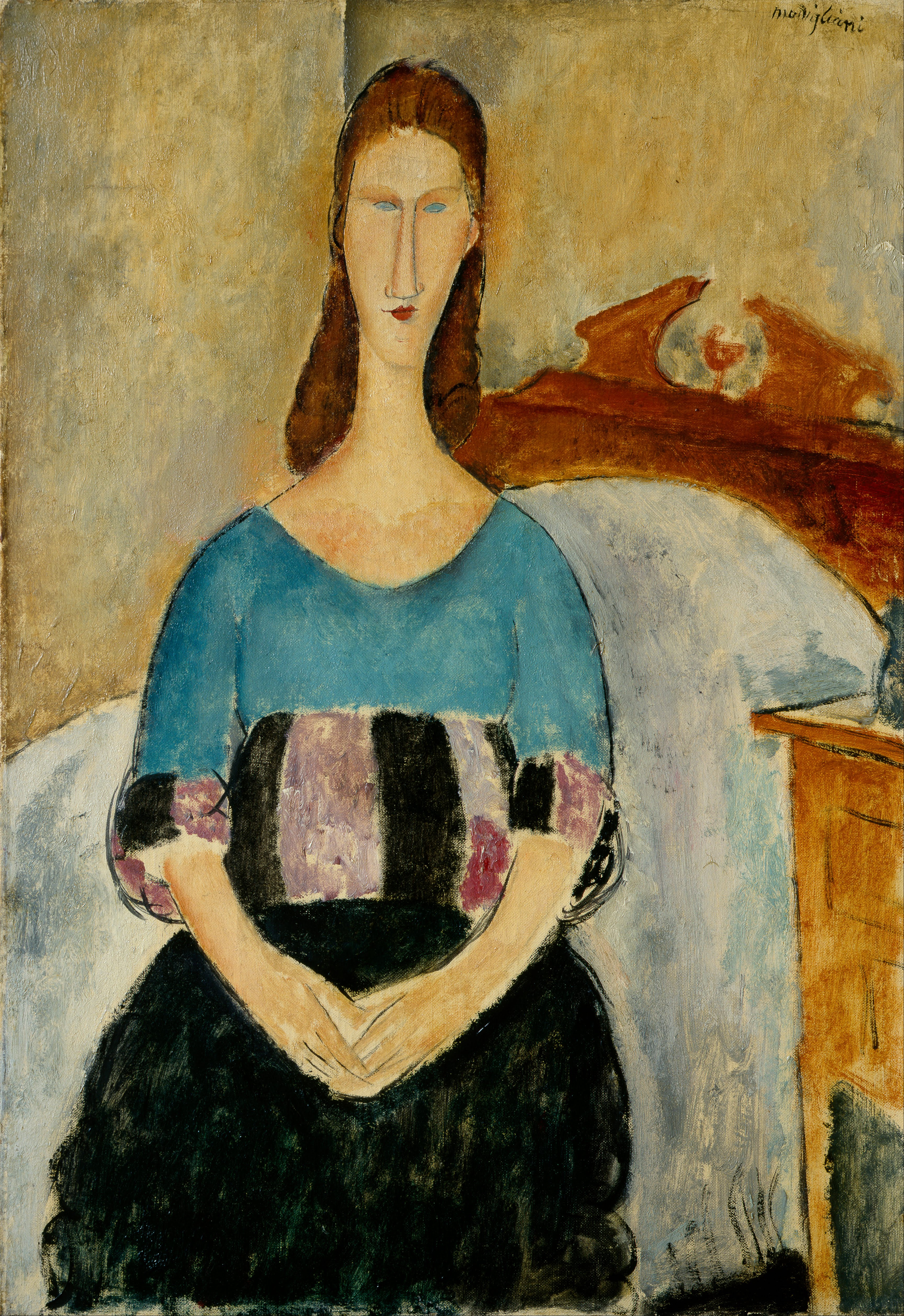
پرترهٔ ژن ایبوترن، نشسته
۱۹۱۸ م.
موزه اسرائیل